# Biłowodśk
Biłowodśk (ukr. Біловодськ, ros. Беловодск) – osiedle typu miejskiego na Ukrainie, w obwodzie ługańskim.

## Historia
W 1930 roku zaczęto wydawać gazetę.
Osiedle typu miejskiego od 1957 roku.
W 1989 liczyło 11 151 mieszkańców.
W 2013 liczyło 8167 mieszkańców.